# Фредерік Ґрабб
Фредерік Ґрабб (англ. Freddie Grubb, 27 травня 1887 — 6 березня 1949) — британський велогонщик.
Срібний призер Олімпійських Ігор 1912 (роздільна індивідуальна гонка), 1912 (роздільна командна гонка) років.